# Acer grandidentatum
Espèce
Classification APG III (2009)
Acer grandidentatum (Bigtooth Maple en anglais) est une espèce d'érable natif de l'ouest de l'Amérique du Nord, présent en populations dispersées dans l'ouest du Montana et le sud des États-Unis (Coahuila, nord du Mexique).
Il est étroitement lié à l'érable à sucre (Acer saccharum), et est considéré comme une de ses sous-espèce par certains botanistes.

## Description
Le spécimen se présente comme un arbre à feuille caduques de 10 à 15 mètres de haut.

## Répartition
Cet érable a une répartition inégale à l'ouest des États-Unis.